# Silverfly
Silver Fly Smile Tours Sdn Bhd, operado como Silverfly, es una aerolínea con base en Ipoh, Perak, Malasia. Las operaciones comenzaron en septiembre de 2009.
Actualmente, se han cancelado los vuelos a Kota Bharu y Medan, tras solicitar ayudas financieras al Gobierno del Estado de Perak y este rechazar la solicitud.

## Historia
Cuando la compañía inició sus operaciones, cooperaron con Riau Airlines de Indonesia en el vuelo Ipoh-Medan, utilizando sus Fokker 50. Sin embargo, tras la conclusión del contrato Silverfly coopera con Berjaya Air, al haberle alquilado uno de sus ATR 72-500. El 14 de febrero de 2010, inauguraron el vuelo Ipoh-Kota Bharu. La inauguración oficial de la compañía tuvo lugar el 16 de marzo de 2010, en el Aeropuerto Sultan Azlan Shah Airport, cuando un De Havilland Canada Dash 7, con registro 9M-TAH, aterrizando en el Aeropuerto Sultan Azlan Shah (en lugar del ATR 72-500, puesto que uno de ellos se encuentra actualmente en Papúa Nueva Guinea).

## Destinos
Actualmente, Silverfly vuela a estos destinos (en marzo de 2010):
- Medan-Aeropuerto Internacional Polonia
- Kota Bharu-Aeropuerto Sultan Ismail Petra
- Subang-Aeropuerto Sultan Abdul Aziz Shah
- Singapur-Aeropuerto Seletar

(Todos estos destinos están operados en conjunto con Berjaya Air)
También hay planes para operar a otros destinos, especialmente a las principales ciudades de Malasia:
- Langkawi
- Kuching
- Kota Kinabalu
- Labuan
- Hatyai
- Banda Aceh
- Phuket
- Yakarta
- Kuantan
- Johor Bahru

## Flota
Su flota actual está compuesta de (en marzo de 2010):
- 2 ATR 72-500
- 1 Bombardier Dash 7 Series 100

(Todos estos aviones están alquilados de Berjaya Air)